# Chamboret
Chamboret – miejscowość i gmina we Francji, w regionie Nowa Akwitania, w departamencie Haute-Vienne.
Według danych na rok 1990 gminę zamieszkiwało 656 osób, a gęstość zaludnienia wynosiła 30 osób/km² (wśród 747 gmin Limousin Chamboret plasuje się na 199. miejscu pod względem liczby ludności, natomiast pod względem powierzchni na miejscu 302.).

## Populacja

Populacja Chamboret w latach 1962–2008